# Stegouros
Stegouros är ett utdött släkte av ankylosaurier som levde under kritaperioden i Chile för 74 miljoner år sedan. 
Vad som gör släktet unikt är att dess klubbsvans påminner om vapnet macuahuitl; ett vapen som det forna aztekerna använde. Den är nära besläktad med Antarctopelta och Kunbarrasaurus och var runt två meter lång. 